# Aconitum noveboracense
Aconitum noveboracense es una especie de planta de flores de la familia Ranunculaceae. Está tratada como especie en peligro de extinxión. Crece en pequeñas zonas del estado de Nueva York y en Driftless Area. Solamente se encuentran en Iowa, Wisconsin, Ohio y Nueva York.

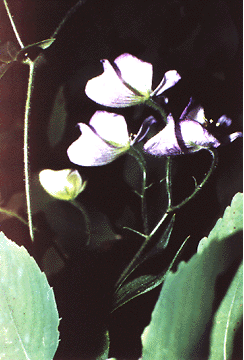
Vista de la planta

## Descripción
Tiene unas flores azules muy vistosas que alcanzan los 3 cm de longitud en un tallo simple con otras flores que alcanzan entre 35-120 cm de longitud. Las hojas son anchas con lóbulos dentados.
Son plantas perennes que se reproducen por semilla o pequeños esquejes. Las flores brotan entre junio y septiembre.

## Taxonomía
Aconitum noveboracense, fue descrita  por Asa Gray ex Frederick Vernon Coville y publicado en Bulletin of the Torrey Botanical Club 13: 190, en el año 1886.
Etimología
Ver:Aconitum
noveboracense: epíteto de Nueva York.
Sinonimia
- Aconitum noveboracense var. pseudociliatum Fassett ex Cratty
- Aconitum noveboracense var. quasiciliatum Fassett
- Aconitum uncinatum subsp. noveboracense (A.Gray) Hardin[3]